# مرا دوست بدار
مرا دوست بدار (به انگلیسی: Love Me) نام ترانه‌ای اثر خواننده و ترانه‌سرای جوان کانادایی، جاستین بیبر، است. این ترانه در جدول ۱۰۰ اثر برتر بیلبورد در رتبهٔ ۳۷ و در ۱۰۰ اثر برتر کانادا در رتبهٔ ۱۲ جای گرفت.